# Toile d'araignée

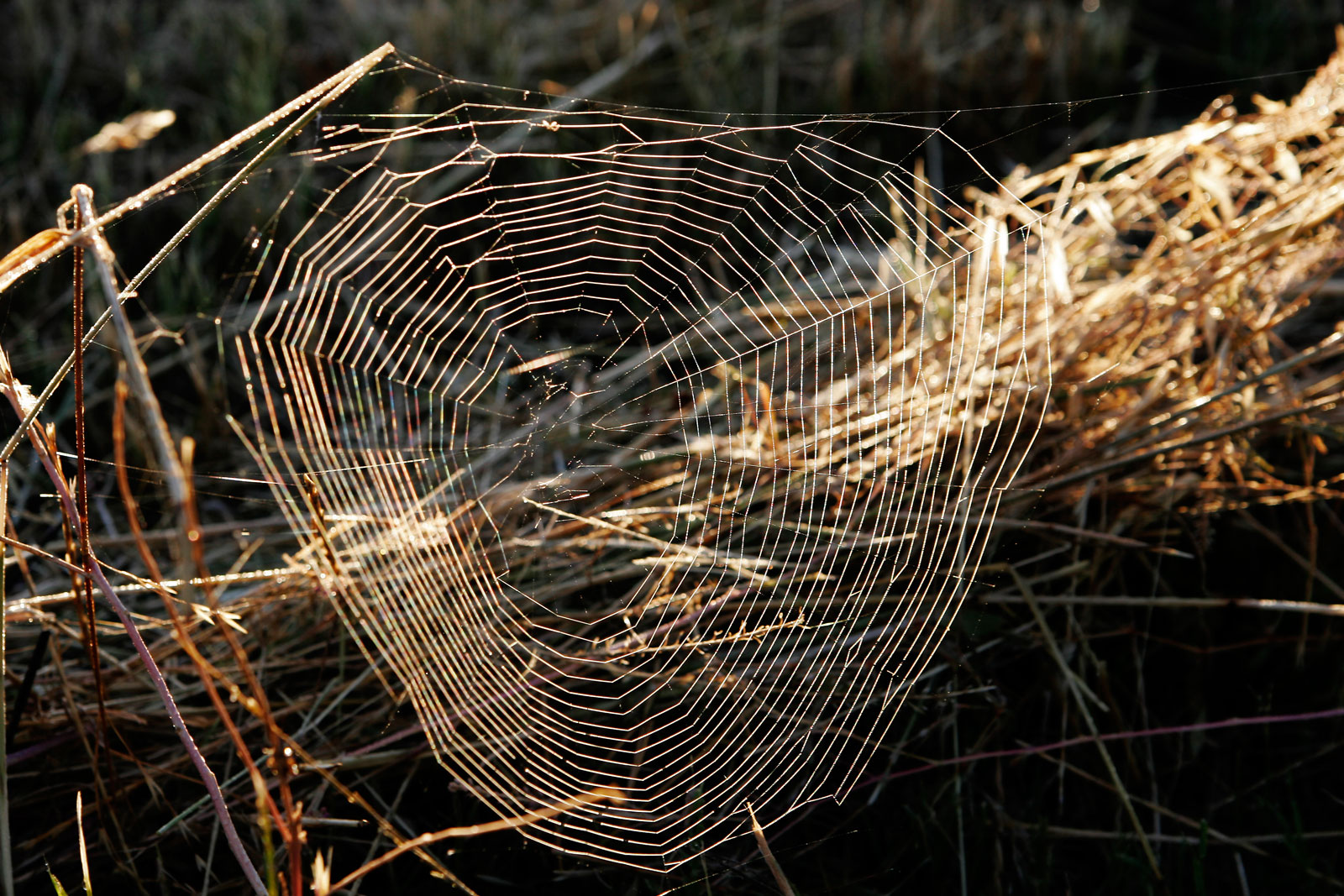
Une toile d'araignée.

Une toile d'araignée est un des types de pièges en soie d'araignée que fabriquent les araignées pour capturer leurs proies.
Si toutes les araignées fabriquent de la soie (affirmation cependant contestée par certains), toutes ne tissent pas de toile. Ce fil de soie (non gluant chez certaines espèces comme la tégénaire des caves mais la plupart du temps gluant grâce à une colle biologique, les araignées ayant leurs pattes recouvertes de poils rigides et d'un revêtement antiadhésif) est à la fois un support chimique (de phéromones déposées par le mâle, ou la femelle, ou les petits) et un vecteur vibratoire.
Une caractéristique propre à un groupe primitif d'araignées, les cribellates (Dictynidae, Uloboridae, Filistatidae), est la présence de cribellum, une ou deux plaques percées de nombreux pores. Ces araignées fabriquent une soie cribellée et peignée par le calamistrum, rangée de poils sur le métatarse de la quatrième paire de patte ambulatoire. Ce cribellum correspond aux deux premières paires des filières antérieures des écribellates (Dysderidae, Agelenidae, Tetragnathidae), les cribellates tissant des toiles avec une soie cribellée mais sèche, alors que les toiles des non cribellates sont faites de fils ponctués de gouttelettes de glu.
On considère que l'usage initial de la soie était la fabrication du cocon pour protéger les œufs car les araignées considérées comme primitives ne tissent pas de toile. Au cours de l'évolution, la toile a servi à capturer des proies, de manière statique mais aussi dynamique. Des brins de soie de la toile sont en effet capables d'effectuer une flexion atteignant 2 mm vers tout insecte (voire du pollen ou des spores de champignons consommés par les araignées juvéniles) chargés d'électricité statique positive acquise par frottement avec l'air lui-même chargé positivement par ciel clair et vent faible et/ou par un cocktail chimique produit par l'araignée.
Beaucoup d'araignées d’espèces fileuses femelles (genre Tegenaria notamment) laissent derrière elles un fil enduit de phéromone qui est presque systématiquement suivi par les mâles (chez les araignées vagabondes, des signaux visuels remplacent ces signaux hormonaux olfactifs).
Le fil transmet aussi très bien les vibrations. Ils alertent ainsi l'araignée sur le fait qu'une proie est tombée dans son piège ou qu'un mâle s'approche. Les vibrations des proies et des araignées peuvent être différentes, si bien que le mâle effectuant sa parade nuptiale n'est pas confondu avec une proie. Des vibrations peu différenciées sont à l'origine de confusion possible, d'où le cannibalisme sexuel pratiqué par des femelles (exceptionnellement par des mâles). L'araignée peut aussi détecter la position d'une proie immobile en impulsant une vibration à la toile et en analysant l'écho de cette vibration en retour. Chaque espèce produit des signaux particuliers par vibration de l'abdomen ou par vibration produite par les pattes, à la manière d'un doigt qui fait sonner la corde d'une guitare.
Il existe une indépendance entre les actes successifs intervenant lors de la construction de la toile.

## Types de toiles

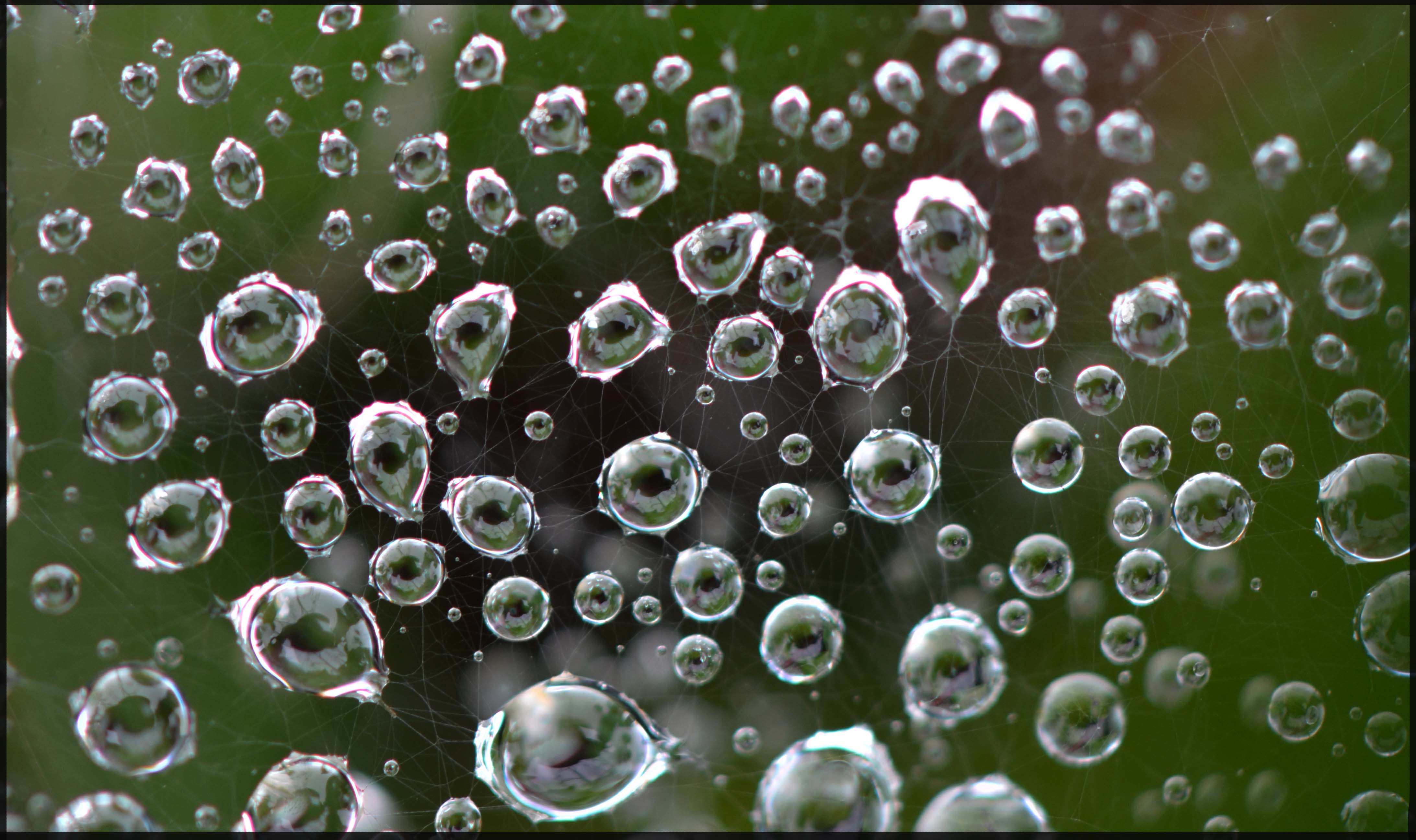
Gouttes de pluie piégées dans une toile en hamac, après quelques heures d'une fine bruine (ici, en Bretagne, sur une toile horizontale, proche du sol).

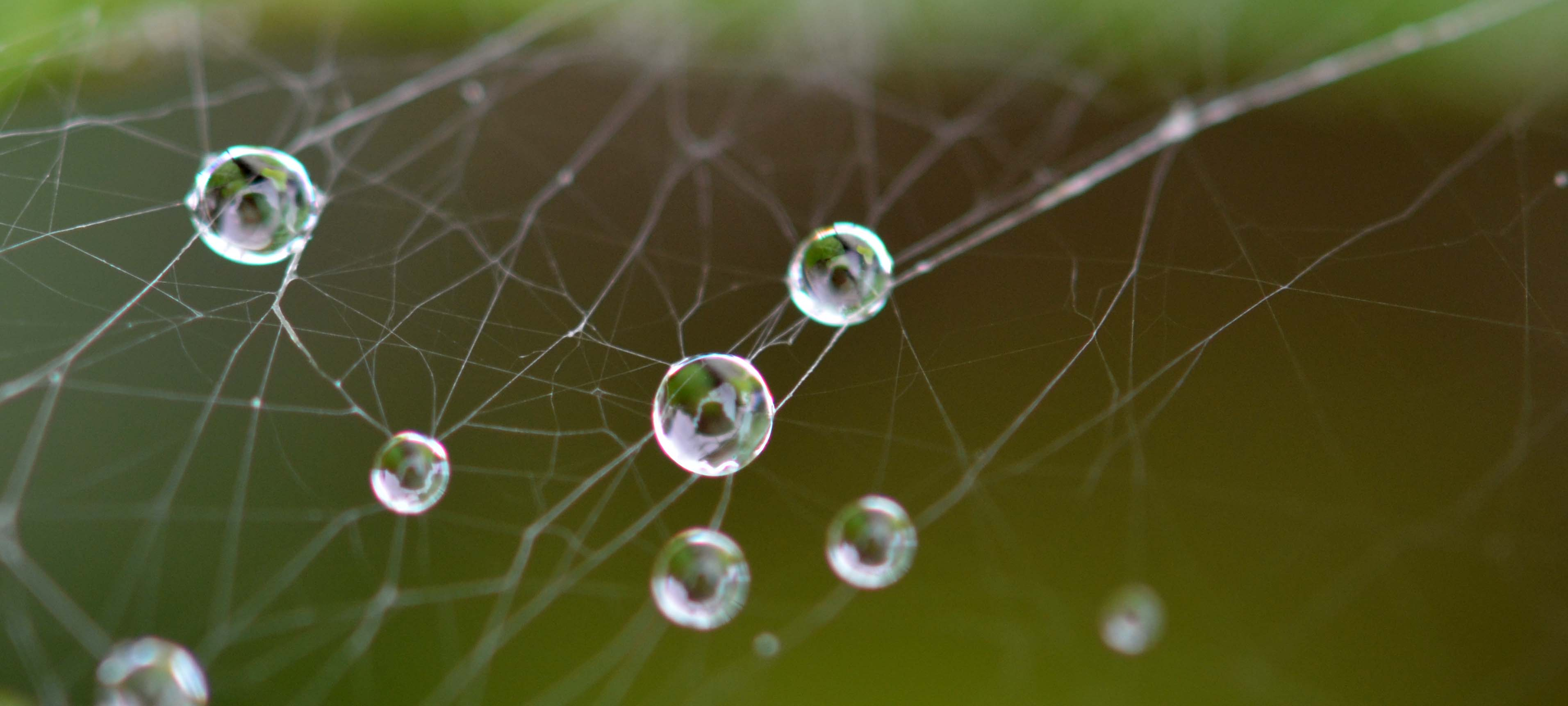
L'humidité tend la soie d'araignée (toile et/ou réseau de fils) qui se déforme à peine, malgré le poids de l'eau.

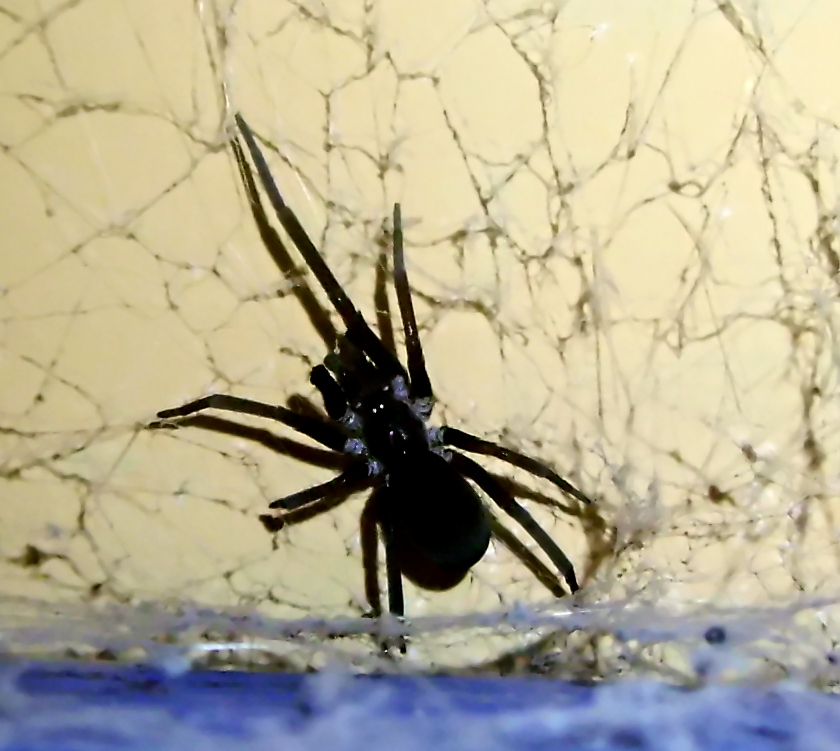
Toile cotonneuse d'une araignée cribellate.

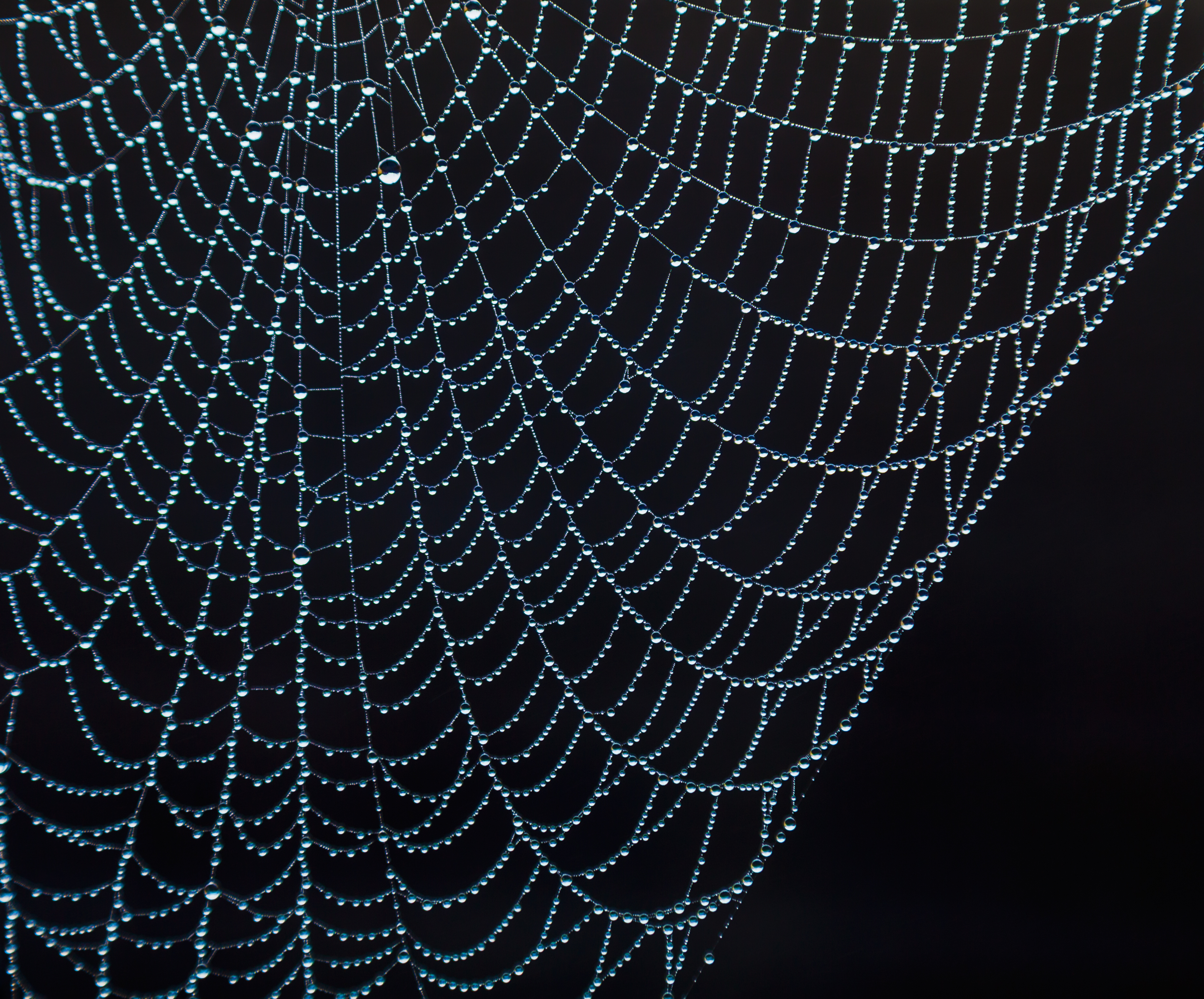
Toile d'araignée un jour humide de décembre 2020.

### Toile géométrique ou régulière
Les araignées qui tissent des toiles géométriques sont les araignées orbitèles, qui fabriquent des toiles orbiculaires, et des araignées du genre Hyptiotes, qui en construisent des triangulaires.

Infographie (en) illustrant le processus de création d'une toile et les propriétés de la soie.

Elle est constituée d'un cadre porteur généralement vertical (fil suspenseur et fil d'attache), de rayons (allant du cadre vers le centre), d'un moyeu (zone centrale de la toile où certaines orbitèles attendent une proie pendant que d'autres sont réfugiées dans une retraite) et enfin de spirales (spirale sèche ou spirale gluante en soie collante qui seule peut retenir les proies qui viennent heurter la toile en volant) avec une zone libre entre les deux. Elle est parfois pourvue d'un stabilimentum.
L'araignée se tient à l'affut tête en bas au centre de la toile ou dans un abri en dehors de celle-ci. Alertée par les vibrations de la proie qui se débat, l'araignée accourt par les lignes sèches sur lesquelles elle peut se déplacer sans s'engluer elle-même.
Ce type de toile est tissé par environ 3 000 espèces la plupart appartenant à la famille des Araneidae. Les toiles des Néphiles géantes de Madagascar atteignent 2 m de diamètre et peuvent capturer de petits oiseaux ou des chauve-souris.
Le nombre de rayons d'une toile est souvent caractéristique d'une espèce. Par exemple, chez l'épeire diadème adulte, la toile est constituée de 25 à 30 rayons formant des angles presque réguliers de 12 à 15°.

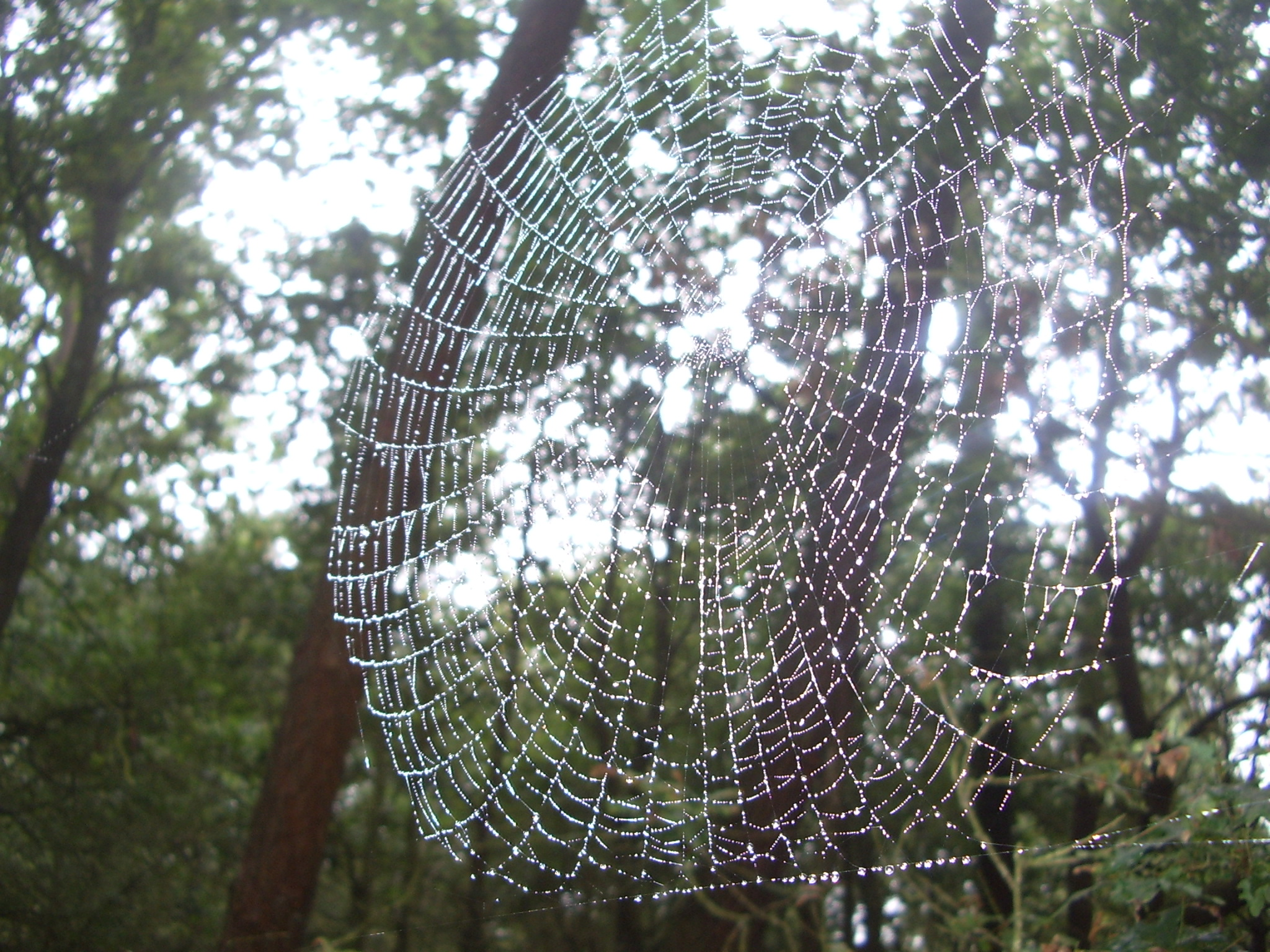
Toile orbiculaire avec moyeu.
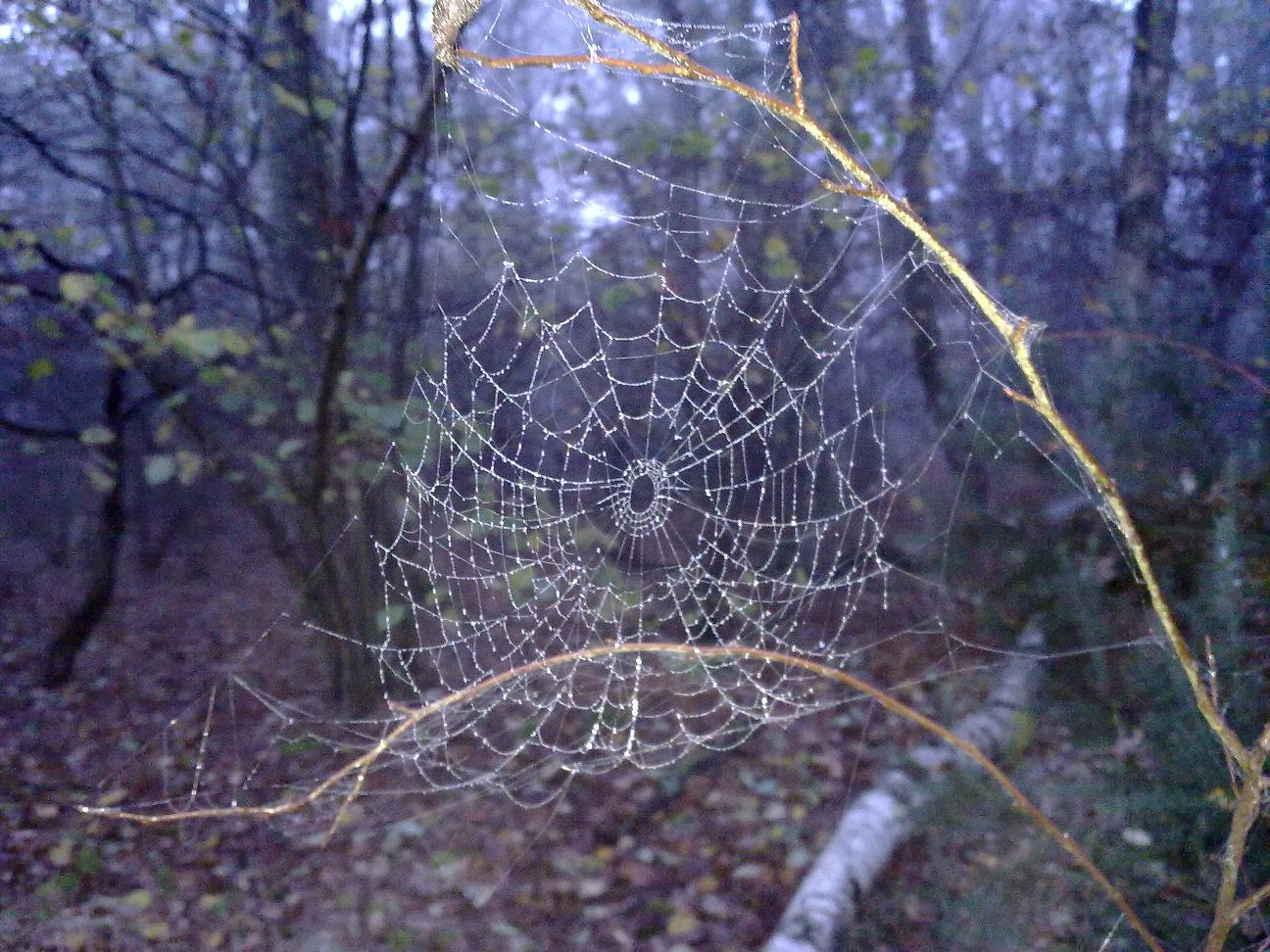
Toile orbiculaire sans moyeu d'une tétragnathe (partie centrale mangée après la construction).
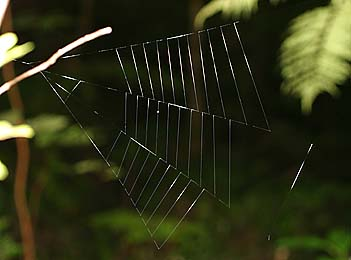
Toile triangulaire d'Hyptiotes affinis.

#### Tissage d'une toile orbiculaire
L'araignée lance d'abord un premier fil de soie dans le vent à partir d'un point élevé. S'il s'accroche quelque part, elle le tend le plus horizontalement possible. Elle parcourt ce fil en trainant un nouveau fil détendu qu'elle attache au bout du premier. Ensuite, elle retourne jusqu'au milieu du fil détendu et descend jusqu'à un troisième point d'ancrage en créant donc un troisième fil, vertical cette fois.
Ces trois points forment un Y au centre duquel elle fait partir des fils « en rayon » qui vont lui permettre de localiser ses proies. Elle tisse ensuite une toile en spirale centrifuge (du centre vers l'extérieur) pour solidariser l'ensemble, puis revient sur ses pas en dévorant cette première spirale qui sert de guide et qu'elle remplace par la spirale de capture (spirale définitive construite de manière centripète, de l'extérieur vers le centre) dont les gaines des fils sont enrobées de mucus adhésif qui se fragmente presque immédiatement en fines gouttelettes traversées par un fil comme les perles d'un collier. Ces gouttelettes servent à piéger les proies mais ont aussi un rôle dans le maintien de l'élasticité des fils qui peuvent s'enrouler dans les bulles gluantes lorsqu'ils sont contractés. Dans sa partie la plus centrale, elle garde la soie sèche.
Il arrive que certaines araignées tissent une nouvelle toile chaque nuit car la soie fraîche est un piège plus efficace. La vieille soie, qui est constituée de protéines, est ingurgitée. Le tissage d'une toile prend en général moins d'une heure.
Des expériences réalisées par le Pr. Peter N. Witt en 1965 ont montré les effets de différentes substances (méthamphétamine, caféine, barbital…) sur la forme finale de la toile.
Deux araignées (épeire diadème) ont été envoyées par la Nasa dans l'espace dans le Skylab. Leurs premières toiles étaient très mal faites, mais après quelques jours d'adaptation à l'apesanteur, ces araignées ont à nouveau tissé des toiles normales.
Chez les Araignées orbitèles du genre pantropical Cyrtophora, la toile est entièrement dépourvue de soie collante sur sa spirale en dôme car l’appareil séricigène ne comporte pas les glandes agrégées qui produisent la glue. Les mailles du dôme sur lequel les proies sont rabattues par des fils tenseurs sont très petites et de forme carrée caractéristique (lien externe).

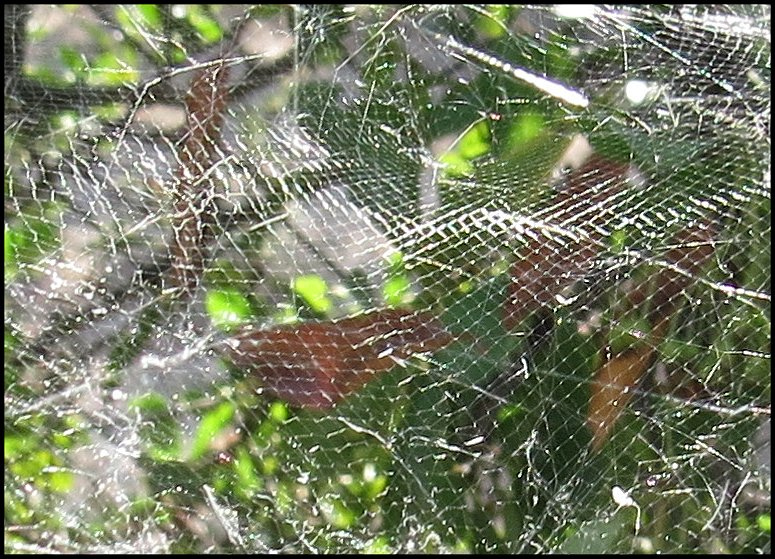
Portion du dôme d'une toile orbiculaire composite de Cyrtophora citricola, avec ses mailles carrées. Région de Béziers, juillet 2019.

#### Fils avertisseurs
Pour les araignées qui ne restent pas sur leur toile, un ou plusieurs fils avertisseurs relient le centre de la toile à une « annexe » — souvent une loge de soie — qui leur sert de repaire.

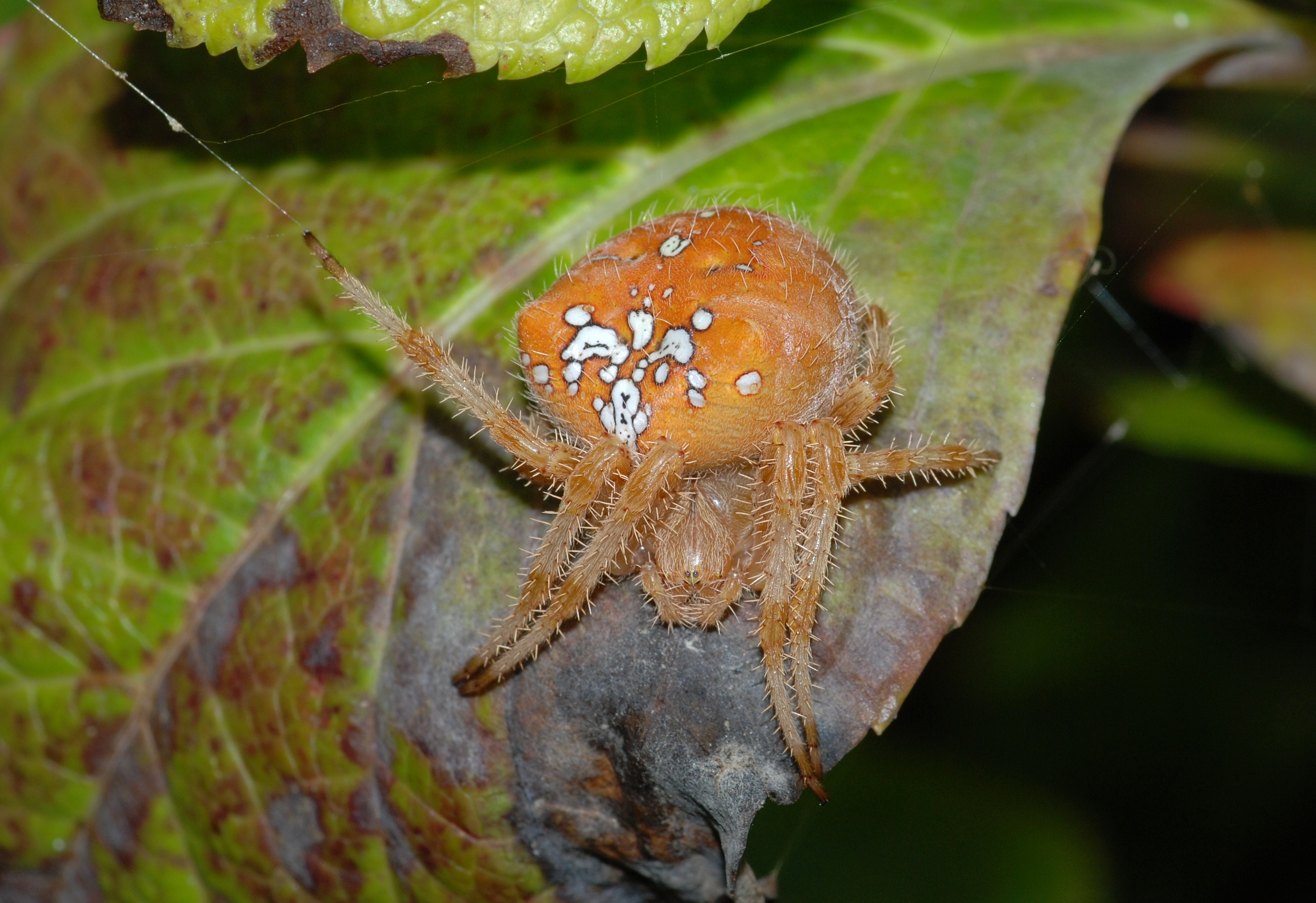
Une Épeire diadème tend hors de sa cabane de feuillage une des pattes postérieures reliée au fil avertisseur.
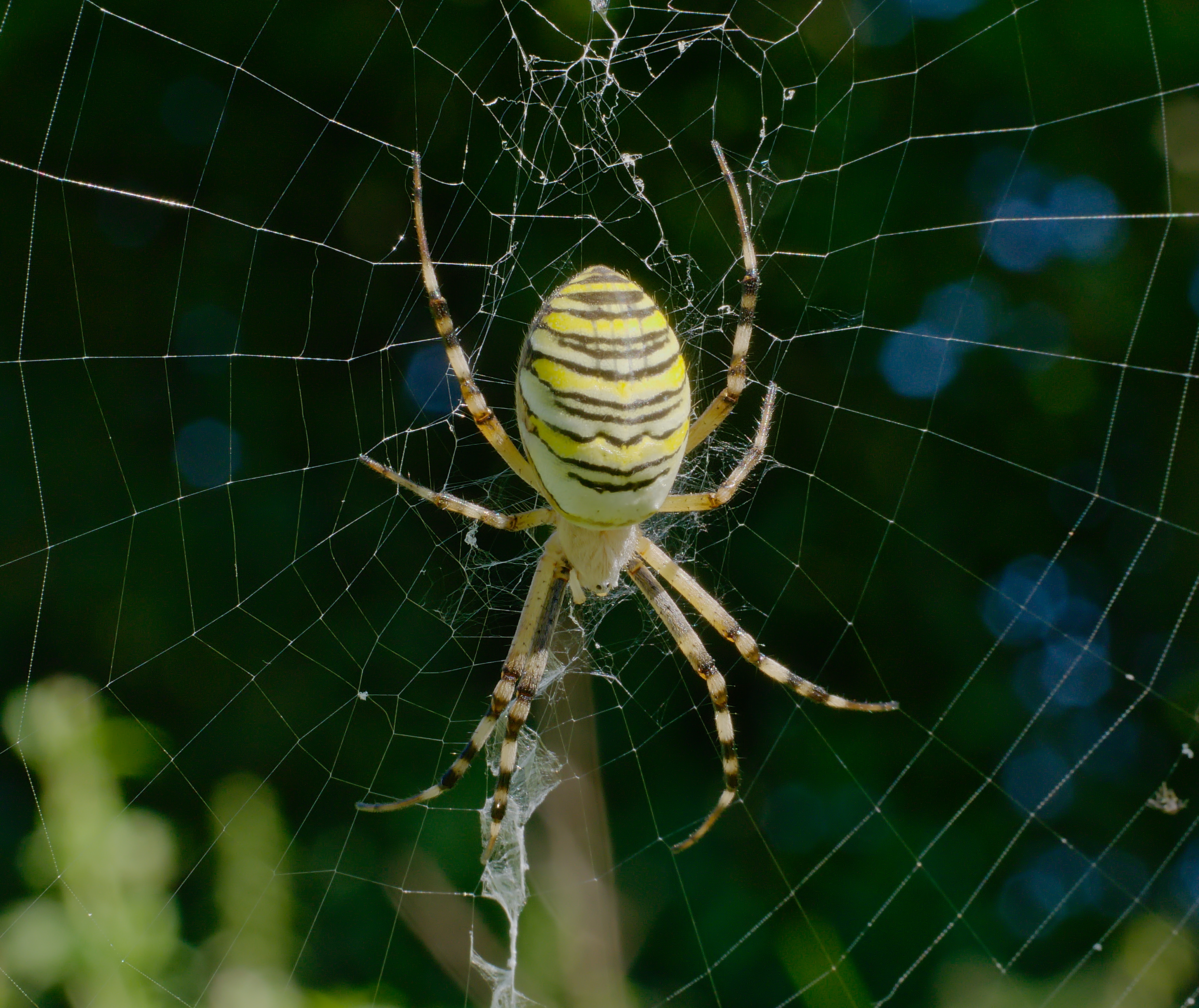
L'Argiope frelon qui reste au centre de sa toile n'a pas besoin de ce fil.

### Toile irrégulière
Les araignées à toile irrégulière sont les plus nombreuses, mais il n'existe pas de critères systématiques pour caractériser leurs toiles, si bien que leur classification est variable selon les aranéologues. Les toiles non géométriques n'ont le plus souvent pas de fils collants, les proies étant piégées dans l'entrecroisement des fils.

#### Toile en nappe

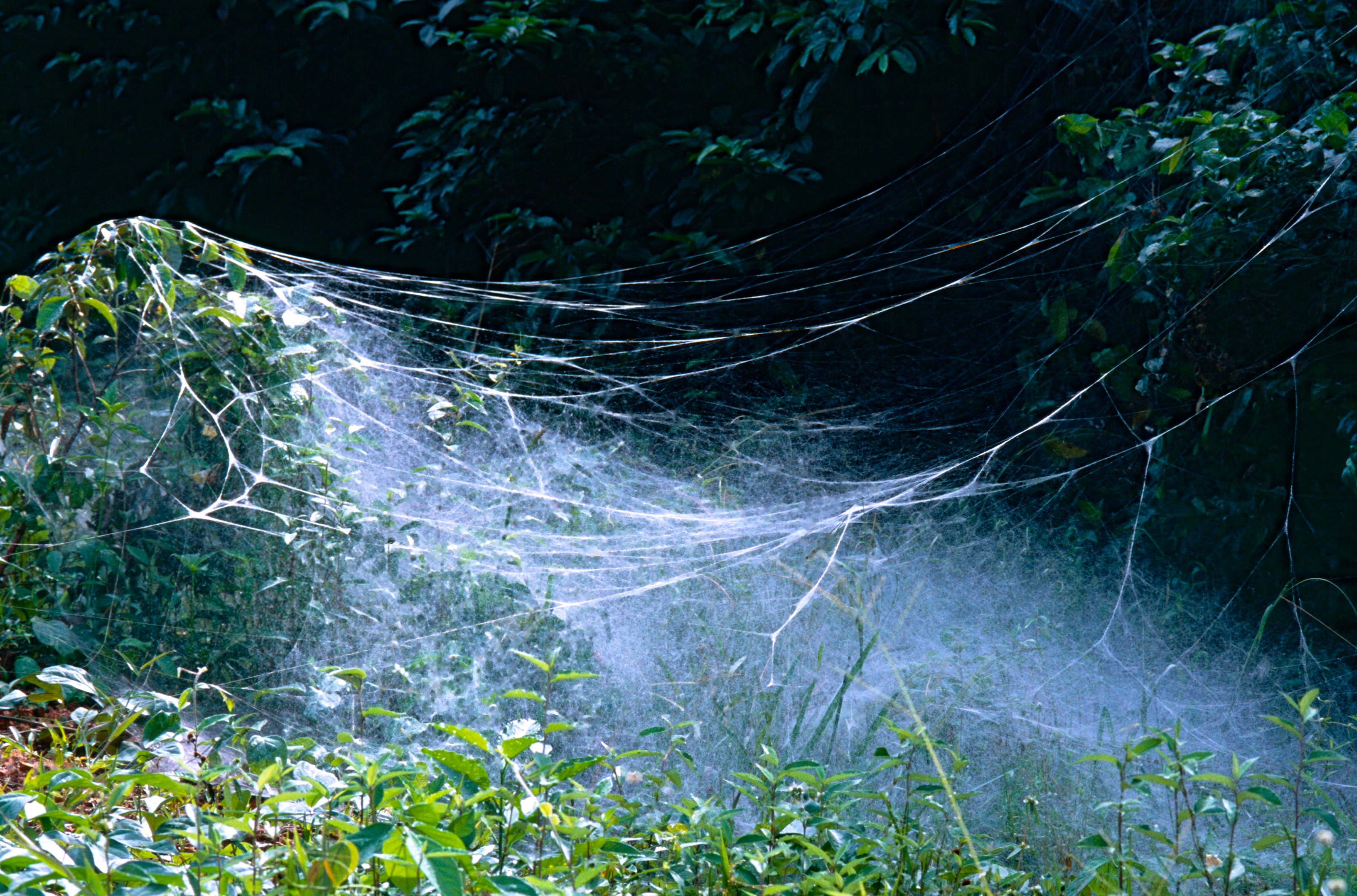
Toile dAnelosimus eximius (Guyane, France).

La toile en nappe est constituée d'une toile formant une surface de forme concave, parfois surmontée de fils verticaux qui peuvent servir de support (fils de soutien) et à faire chuter la proie sur la toile (fils d'interception). C'est typiquement la toile des Agelenidae. L'araignée domestique tégénaire dans les caves tisse ainsi une toile qui mène par un entonnoir situé soit au centre soit à un angle, au refuge où se cache l'araignée.
Les colonies d'Anelosimus eximius peuvent comporter plusieurs milliers d'individus qui construisent de vastes toiles dont le volume est compris entre 1 litre et 1 000 m3. Outre les araignées, elles abritent de nombreux commensaux et cleptoparasites, tels que des Argyrodes, notamment A. ululans qui pourrait être spécio-spécifique, et des Hétéroptères Miridae (Fulvius sp.) et Nabidae (Arachnocoris) découverts en 1987.

#### Toile en dôme
Elle est constituée d'une toile formant une surface de convexe, avec des fils de soutien dessus et dessous. C'est typiquement la toile des Linyphiidae.

#### Toile en fils diffus
Il s'agit d'un treillage de soie tissé en trois dimensions sans ordre apparent entre des herbes ou des branchages. Ce labyrinthe de soie non collante bloque un insecte qui s'y aventure en marchant ou sautant. Il finit par tomber dans le hamac qui est tissé dessous.
La toile presque invisible que tisse le Pholcus à l'angle des plafonds est de ce type. Les Theridiidae tissent ce type de toile sous la forme d’un hamac. Les araignées sociales tropicales vivent en colonies dans d'immenses toiles de ce type, qu'elles tissent en commun. Ces toiles en trois dimensions atteignent fréquemment le volume de 100 m3 et quelques cas de 1 200 m3 ont été observés.

#### Toile en tube
Il s'agit d'un manchon de soie caché dans les débris végétaux. Tissé par les Atypidae (mygales à chaussettes, nom de leur tube soyeux à travers lequel l'araignée envenime une proie qui passe dessus)), sa partie souterraine (terrier) leur sert de retraite et sa partie aérienne qui traîne sur le sol camouflée par des débris divers, fait office de piège.

#### Toile en collerette
C'est une toile tubulaire que tissent les Segestriidae dans les fissures des rochers, des écorces ou les trous de murs et qui débouche à l'extérieur par une collerette de fils rayonnants qui détectent le passage des proies.

#### Toile en «voile de bateau»
Il s'agit d'un édifice soyeux dressé, en rectangle ou triangle irrégulier, fixé sur la végétation (Graminées en général) et pouvant être en rapport avec une retraite (pierre ou coquille vide de Gastéropode). Découverte en 1986 sur le Causse Méjean (Lozère) puis en bas Languedoc (Biterrois), elle est tissée et habitée par Pellenes arciger (Salticidae).

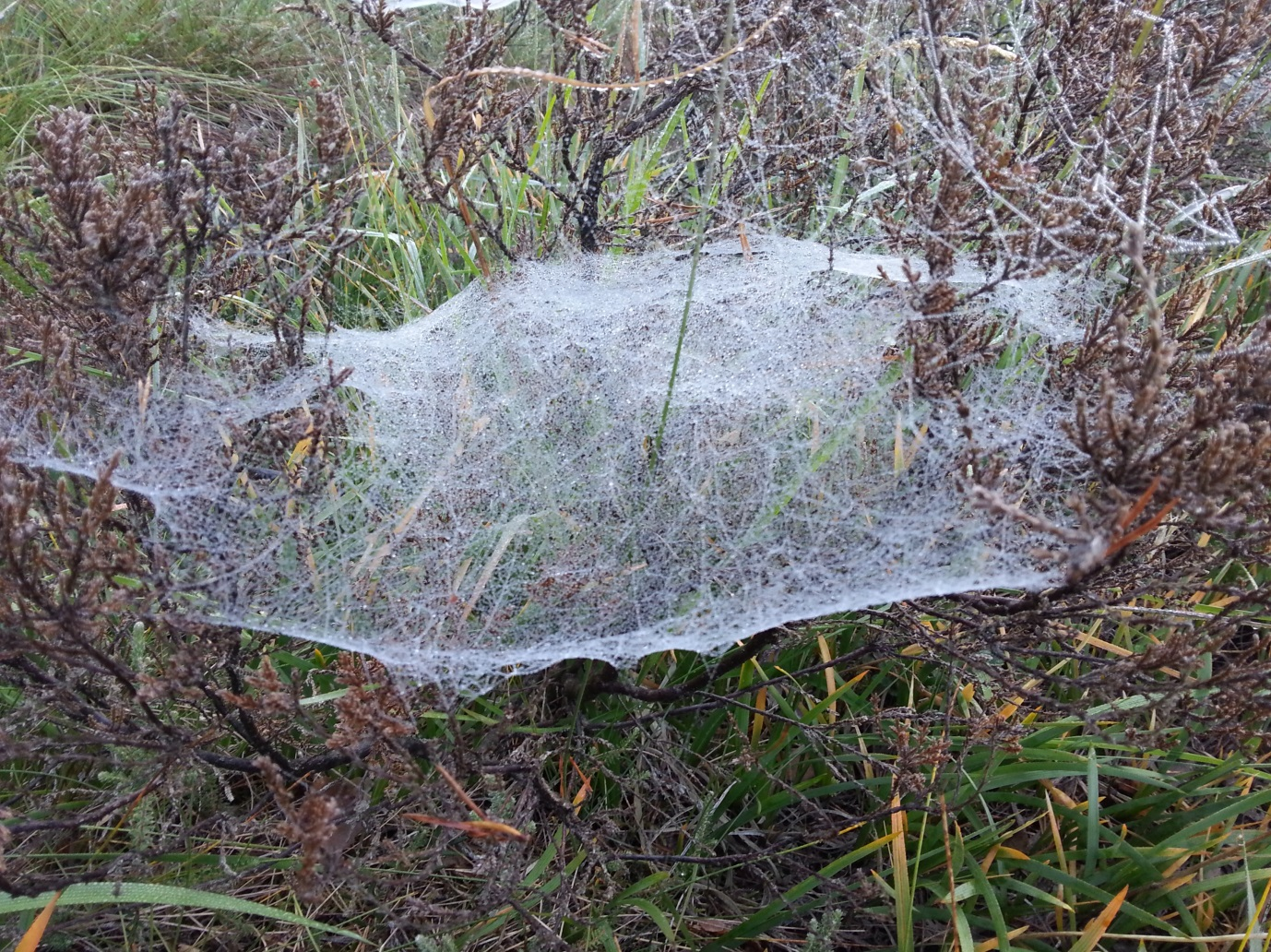
Toile en nappe.
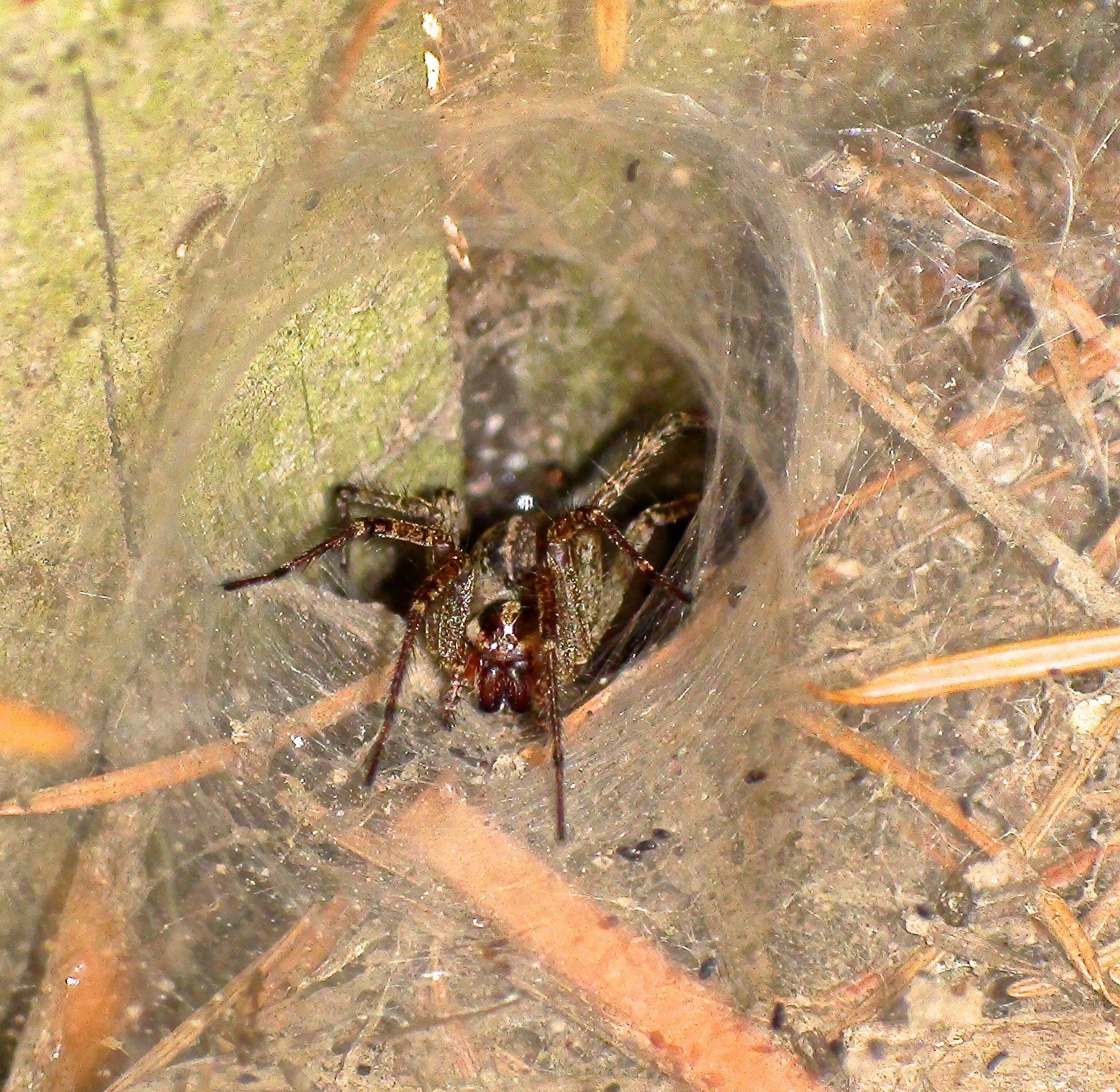
Toile en nappe terminée par un entonnoir.
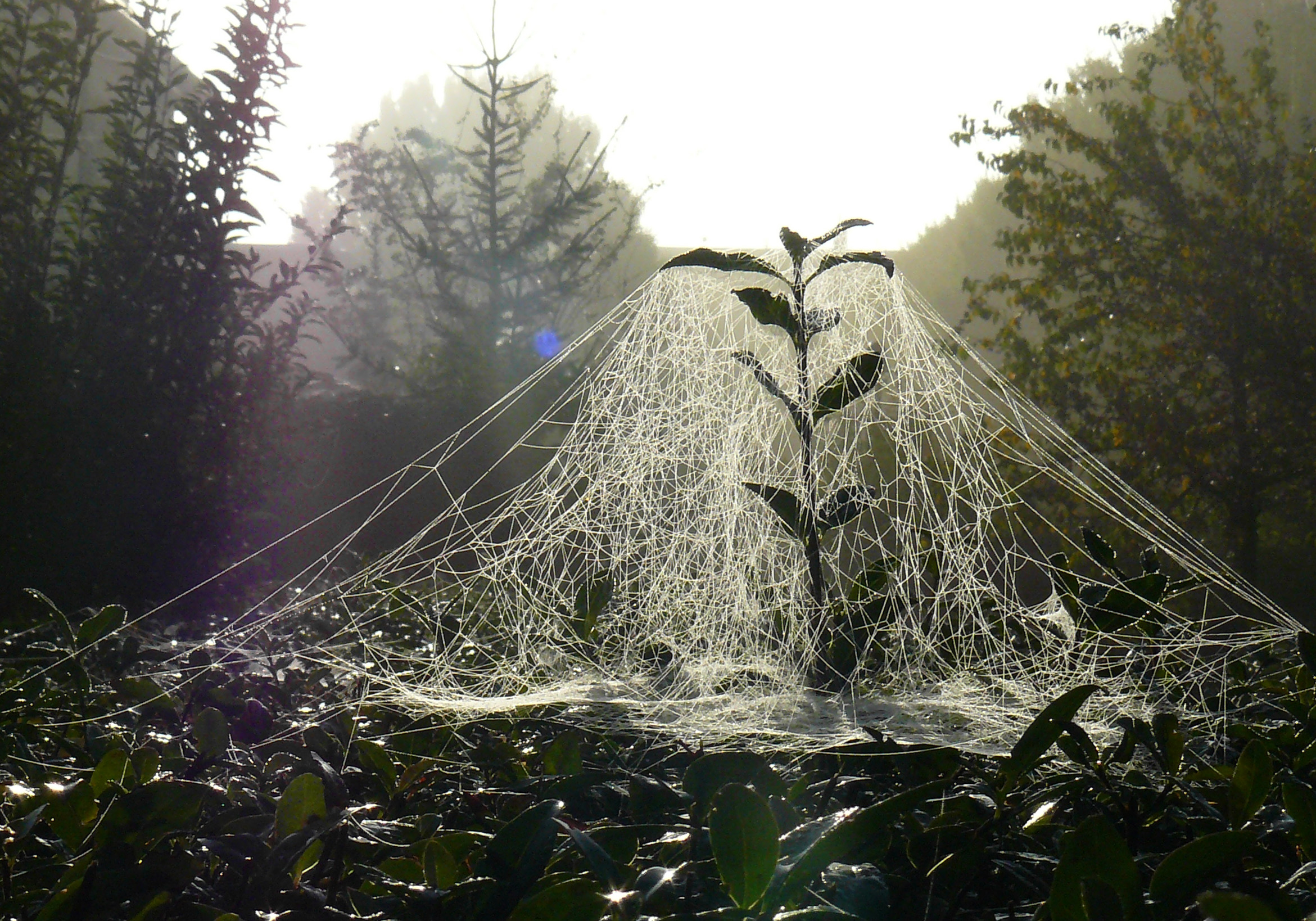
Toile en dôme.
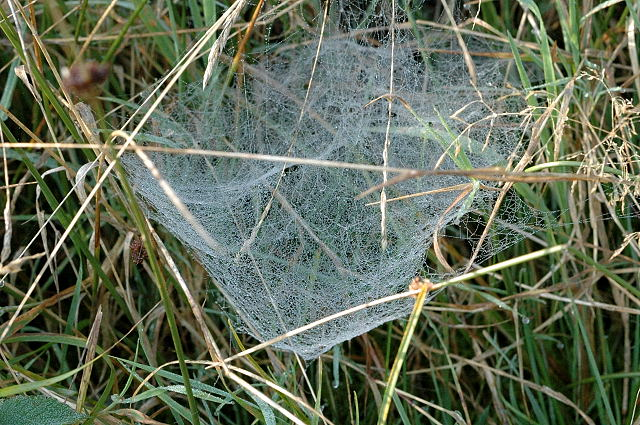
Toile en hamac.
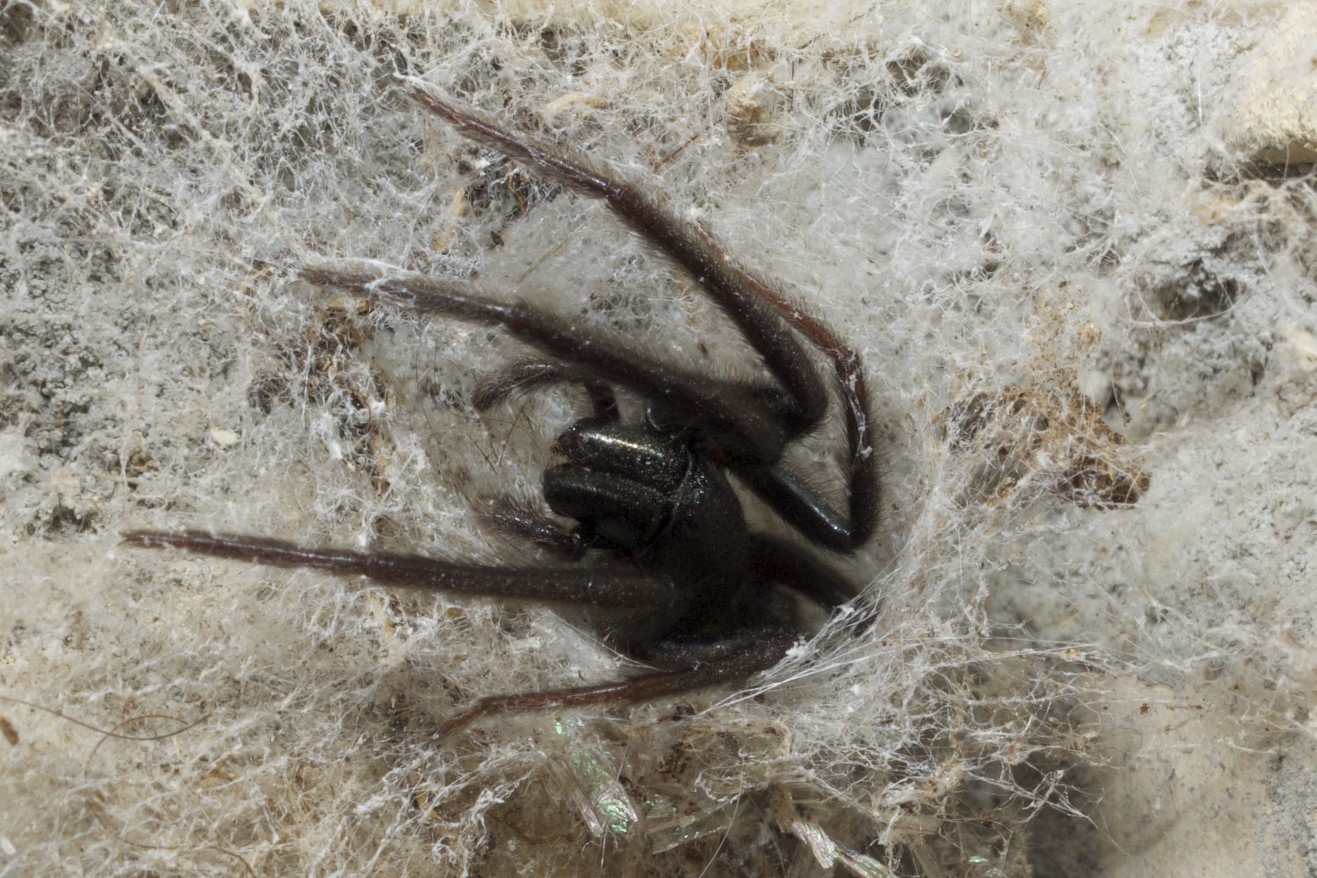
Collerette de la Ségestrie florentine.

## Fixation contrôlée des fils de soie
Les fils de bâti des toiles aériennes doivent être solidement fixées à un substrat, ce que l'araignée fait en construisant sur le substrat un disque de fils de soie qui « colle » le fil au substrat très solidement (le fil peut casser mais non se décoller). Dans certains cas, la toile de soie est une sorte de nappe qui doit au sol capturer des insectes marcheurs. En modifiant l'architecture du disque de fixation du fil à un substrat, les araignées qui produisent ces toiles peuvent contrôler la solidité de l'accroche d'un même fil de soie piriforme au substrat. On a récemment identifié une architecture dendritique du disque de soie qui accroche le fil au substrat d'une manière telle qu'il permet la constitution de sortes de pièges à ressort permettant aux fils d'accroche de se décoller sans se rompre pour mieux piéger la proie qui marcherait sur la toile.

## Toile bioindicatrice

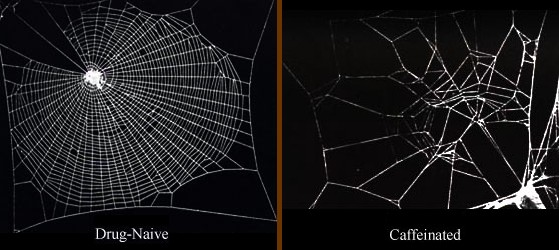
Effet de la caféine sur la construction d'une toile (NASA).

Dans les années 1960, des chercheurs ont exposé des araignées à de la caféine, pour voir si elles tisseraient leurs toiles en soirée plutôt qu'à l'aube. Ces araignées ont alors tissé une toile tout à fait anormale.
Plus tard, des expériences ont consisté à exposer des araignées domestiques à divers types de toxines (drogues, caféine, alcool...). Ces araignées ont toutes produit des toiles anormales, avec différentes anomalies, associées au type de toxine. Par exemple, après avoir été mise en contact avec de la marijuana l'araignée ne tissait qu'incomplètement sa toile, et pratiquement pas après une exposition à un somnifère (hydrate de chloral).
L'exposition au benzedrine n'inhibe pas la fabrication de la toile, mais l'araignée y laisse de gros trous et le tissage semble totalement fait au hasard. La caféine induit la production d'une toile où les fils semblent pour une large partie disposés au hasard ou tissés sans continuité avec le début de la toile. Des scientifiques de la NASA (Marshall Space Flight Center, Alabama) ont émis l'hypothèse qu'un logiciel analysant les toiles pourrait produire un indice bioindicateur du niveau d'exposition des araignées à certains polluants ou produits chimiques et pourrait être utilisé pour l'évaluation de la toxicité de certaines molécules,,,. Plus la toxicité du produit est élevée, plus l'araignée laisse de manques dans sa toile.